# John Gow
Der Pirat John Gow (* um 1698; † 1725) war der Sohn von Margaret Calder und William Gow, einem Großhändler aus Stromness auf den Orkney. Die Familie kam ursprünglich aus Caithness und besaß Eigentum in Wick.
Der junge Gow wurde Seemann. Im August 1724 heuerte er in Amsterdam auf der Caroline an, wo er 2. Maat und Kanonier war. Am 3. November ermordeten Gow und fünf seiner Genossen nach dem Verlassen von Santa Cruz den Kapitän der Caroline, Oliver Ferneau, den 1. Maat, den Schiffsarzt und einen Hilfsarbeiter und Gow übernahm das Kommando über das Schiff.
In den nächsten zwei Monaten kaperten sie Schiffe vor der spanischen Küste. Zwei Prisen wurden genommen, aber beide Schiffe hatten nur Fisch geladen. Als Essen und Wasser knapp wurde, machten sie sich auf nach Madeira, wo sie aber nur einige Fässer Wasser, Rindfleisch und Hühner erhielten. Ein amerikanisches Bauholzschiff wurde als Nächstes angehalten, gefolgt von einem Weintransporter aus Cádiz. Das letzte Schiff hatte wieder Fisch geladen. Sie durchquerten dann den Atlantik und erreichten im Januar 1725 Stromness auf Orkney, wo Gow seinem Schiff der Revenge (Rache) den Namen George gab und seinen Namen in Smith änderte.
Zwei Leute, die Gow von der Caroline kannten, waren aber gleichzeitig mit ihrem Schiff in Stromness und verrieten seine Identität. Mit zehn Männern musste Gow Stromness verlassen. Er überfiel zunächst die Hall of Clestrain in Orphir, das Haus von Sheriff Honeyman. Von hier entführte er zwei Mägde, die er aber am folgenden Tag auf Cava (Orkneyinsel) aussetzte. Inzwischen wurden die Behörden von einem der Piraten über Gows Absicht informiert, die Küstenorte der Orkney zu überfallen. Eine Fregatte wurde entsandt und Kirkwall war für einen Angriff bereit. Jedoch entschied sich Gow dafür, nach Eday (Orkneyinsel) zu gehen, wo sein Schulfreund, James Fea, in Carrick House lebte. Im Calf Sound, zwischen den Inseln Eday und Calf of Eday, lief das Schiff auf Grund. Der Calf Sound war der orkadische Schlussakt eines nur einjährigen Piratendramas.
Ohne Beiboot konnten sie nicht entkommen und blieben auf den Felsen stecken. Die Verhandlungen mit Fea scheiterten und schließlich wurden Gow und seine Mannschaft von Fea und dessen Männern festgenommen. John Gow und sieben seiner Mannschaft wurden im Juni 1725 in London gehenkt.
Eine Geschichte besagt, dass Gow vor seiner Verhaftung in Stromness einer Helen Gordon am Odinstein ein Gelübde abgenommen habe. Man sagt, sie sei nach London gereist, um seine geteerte Hand zu halten, und hatte damit das Gelübde eingelöst.
In Kirkwall steht das 1730 aus dem Ballast von Gows Schiff errichtete „John Gow’s folly Monument“ (oder Groattie Hoose), gekrönt mit stumpfartigen Fialen. Von seiner ursprünglichen Stelle hinter einem Haus in Bridge Street wurde es 2004 in den öffentlichen Garten von Tankerness House versetzt.
James Fea soll 1.700 Pfund für die Festnahme Gows erhalten, aber später in Rechtssachen wieder verloren haben. Die Ereignisse von 1725 wurden von Daniel Defoe in Der Pirat Gow geschildert und von Walter Scott als Quellenmaterial für seinen Roman Der Pirat verwendet.